# Европейски път E44
Европейски път Е44 е европейският автомобилен маршрут от Хавър, Франция до Алсфелд, Германия.
Маршрутът преминава от запад на изток през Франция, Люксембург и Германия.

## Маршрут
- Франция: Хавър – Амиен – Сен Кантен – Шарлевил-Мезиер – Лонгви —
- Люксембург: Люксембург —
- Германия: Трир – Витлих – Кобленц – Вецлар – Гисен – Алсфелд

Е44 е свързан със следните маршрути:
| - E05 - E402 - E15 - E46 | - E25 - E421 - E29 - E422 | - E42 - E40 - E41 |

## Галерия
- Е44 край град Трир
- Мост в източната част на Люксембург през река Сюр